# 于普松
于普松（1972年6月—），天津宝坻人，汉族，中国共产党党员，秦皇岛市自来水有限公司信息管理中心副主任、第十三届全国人民代表大会河北省代表、河北省劳动模范、河北省五一劳动奖章获得者。

## 生平
2018年2月24日，当选为第十三届全国人大代表。2018年，获秦皇岛市道德模范称号。2019年4月28日，获河北省劳动模范称号。

## 观点

### 关于老旧小区改造
“老旧小区改造中，如何做好各方面沟通协调至关重要。牵头人很重要，业主委员会或者是居委会应该充分发挥协调作用，一个是办理手续、施工安排的协调，但最主要的就是邻里之间、业主之间的协调。”